# Pleurocrypta porcellanaelongicornis
Pleurocrypta porcellanaelongicornis is een pissebeddensoort uit de familie van de Bopyridae. De wetenschappelijke naam van de soort is voor het eerst geldig gepubliceerd in 1876 door Hesse.